# Zamek w Sandomierzu
Zamek królewski w Sandomierzu – zamek wzniesiony na skarpie wiślanej w Sandomierzu przez Kazimierza III Wielkiego, rozbudowany w XVI w.; od 1986 na zamku mieści się Muzeum Zamkowe w Sandomierzu.
Zamek królewski położony był w drugiej połowie XVI wieku w powiecie sandomierskim województwa sandomierskiego.

## Zamek gotycki Kazimierza Wielkiego
Nie wiadomo, czy gród został zdobyty podczas najazdu litewskiego w 1349 roku, jednak tuż potem król Kazimierz Wielki polecił zbudować na miejscu dawnego grodu nowy murowany zamek obronny. Z tej fazy do dzisiaj pozostał jedynie ślad w postaci fundamentów ośmiobocznej wieży od strony miasta wraz z fragmentem przylegającego do niej budynku; przyziemie tej wieży jest najstarszą widoczną dziś częścią zamku. Być może już wtedy mury zamku połączono z miejskimi murami obronnymi Sandomierza. Kazimierz Wielki był na zamku w Sandomierzu 18 razy i łącznie spędził na nim 25 miesięcy.
Prawdopodobnie to właśnie na zamku w 1389 król Władysław Jagiełło przyjął hołd lenny z ziem Nowogrodu Wielkiego od swojego brata Lingwena. Z 1394 roku pochodzi wzmianka informująca, że podskarbi Hinczko wypłacił 20 grzywien na budowę muru zamkowego. W dniu 10 września 1395 król Władysław Jagiełło zawarł tu polsko-pomorski traktat sojuszniczy z książętami pomorskimi Świętoborem III i Bogusławem VIII.

## Zamek gotycki Kazimierza Jagiellończyka
W 1478 roku żona króla Kazimierza Jagiellończyka, królowa Elżbieta Rakuszanka, urodziła na zamku córkę Barbarę. W 1480 roku starosta Rafał Jakub Jarosławski podjął decyzję o rozbudowie zamku. Gotycki budynek stojący od strony Wisły przedłużono w kierunku zachodnim, gdzie wzniesiono wieżę narożną tzw. „kurzą nogę”. Zbudowano wtedy także mur biegnący od „kurzej stopy” na północ (mur ten wtopiony został w nowy budynek zachodni w latach 20. XVI wieku). Budynek południowy przedłużono też w kierunku wschodnim, także na jego końcu budując niewielką wieżę narożną. Ówczesną gotycką zabudowę opisuje inwentarz z 1510 roku wymieniający na terenie zamku: bramę ze zbrojownią, dom naprzeciw Wisły (czyli budynek południowy), dom kamienny (domus lapidea) z kaplicą i izbą podstarościego (być może palatium romańskie Henryka Sandomierskiego).

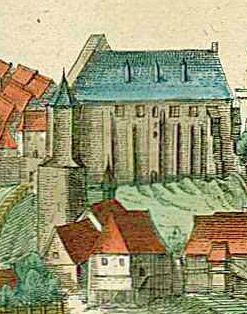
Gotycki gmach południowy z XV w.
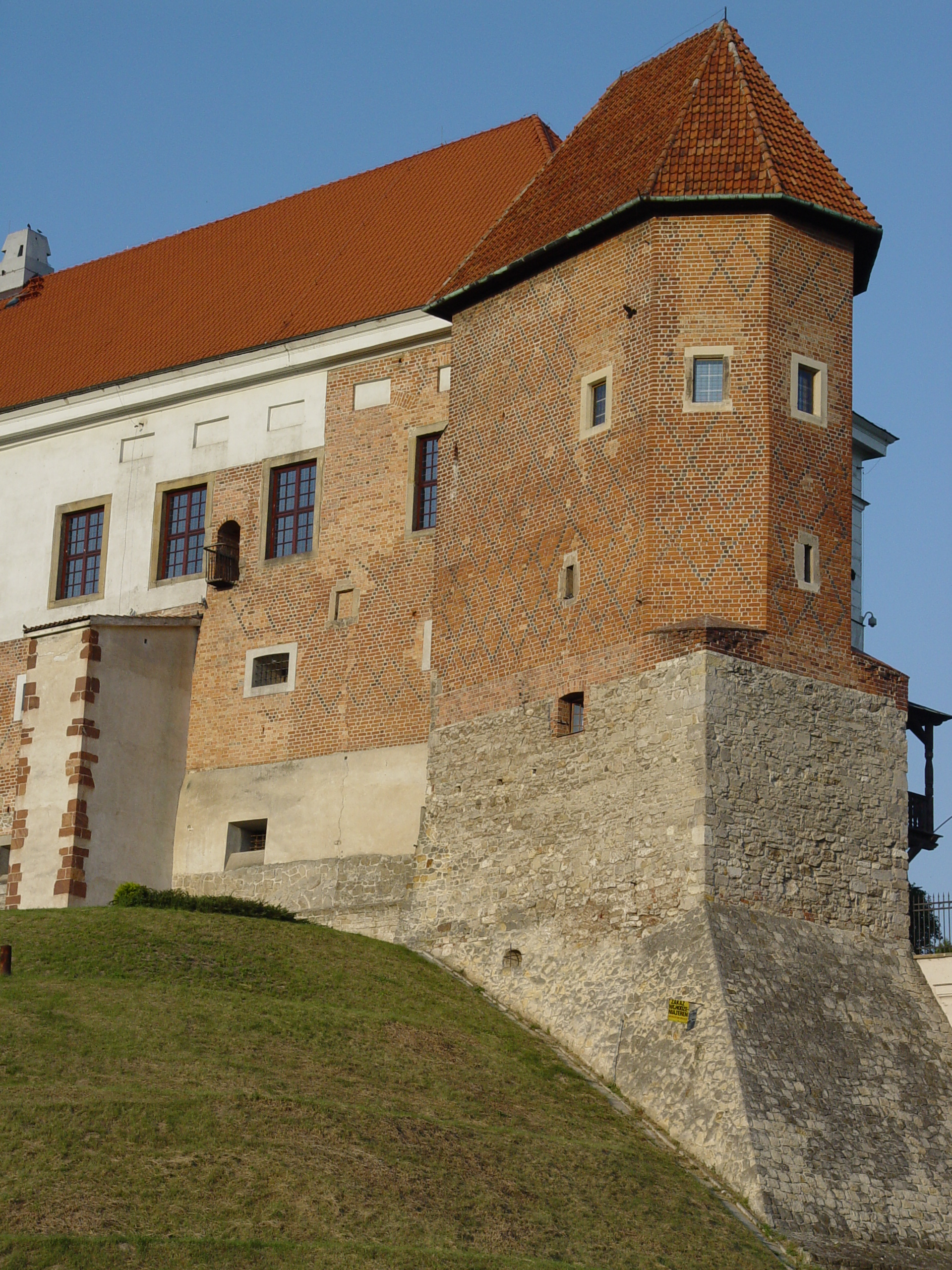
Wieża „Kurza noga” z XV w.
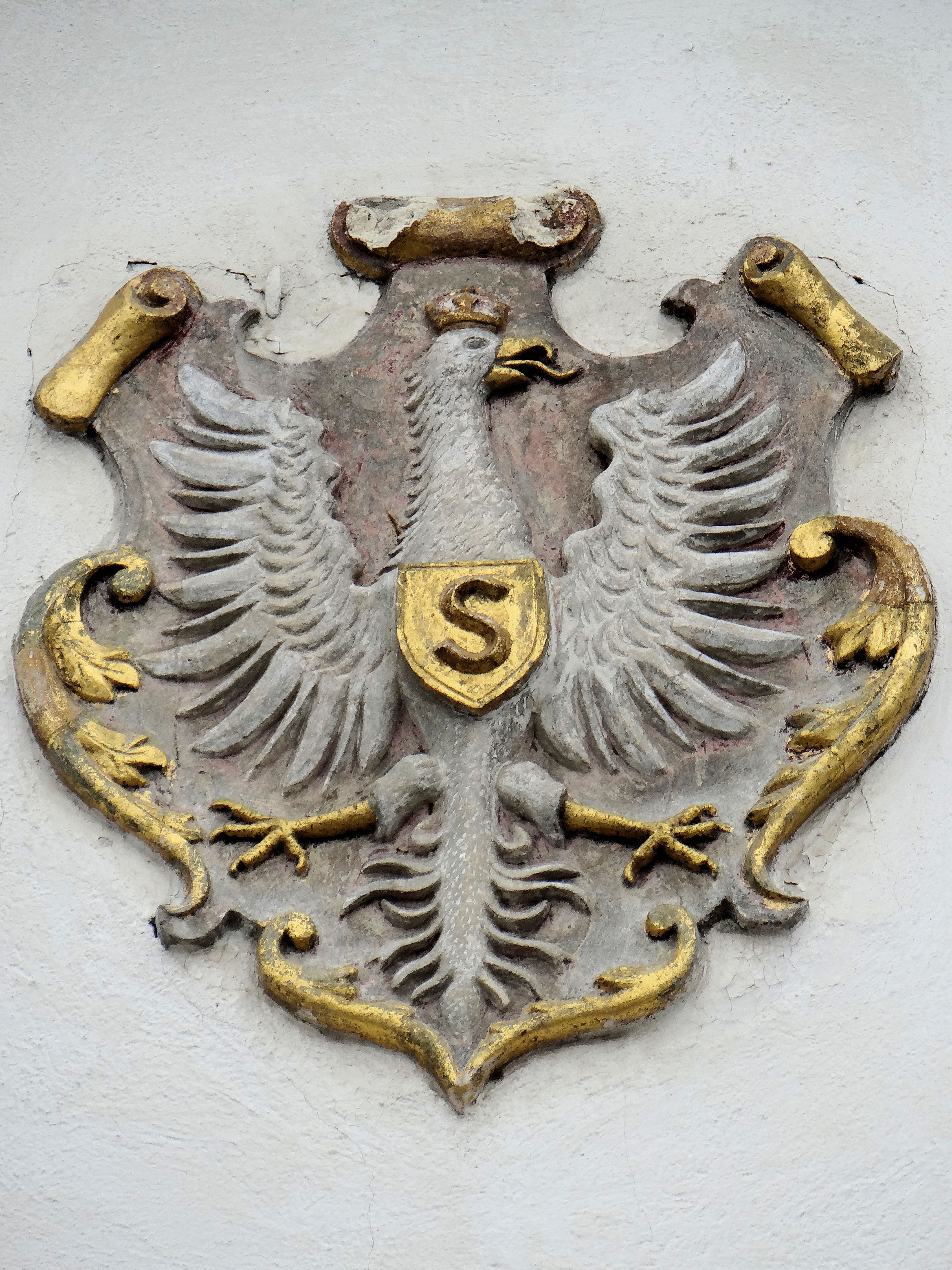
Renesansowy orzeł z monogramem króla Zygmunta

## Zamek renesansowy

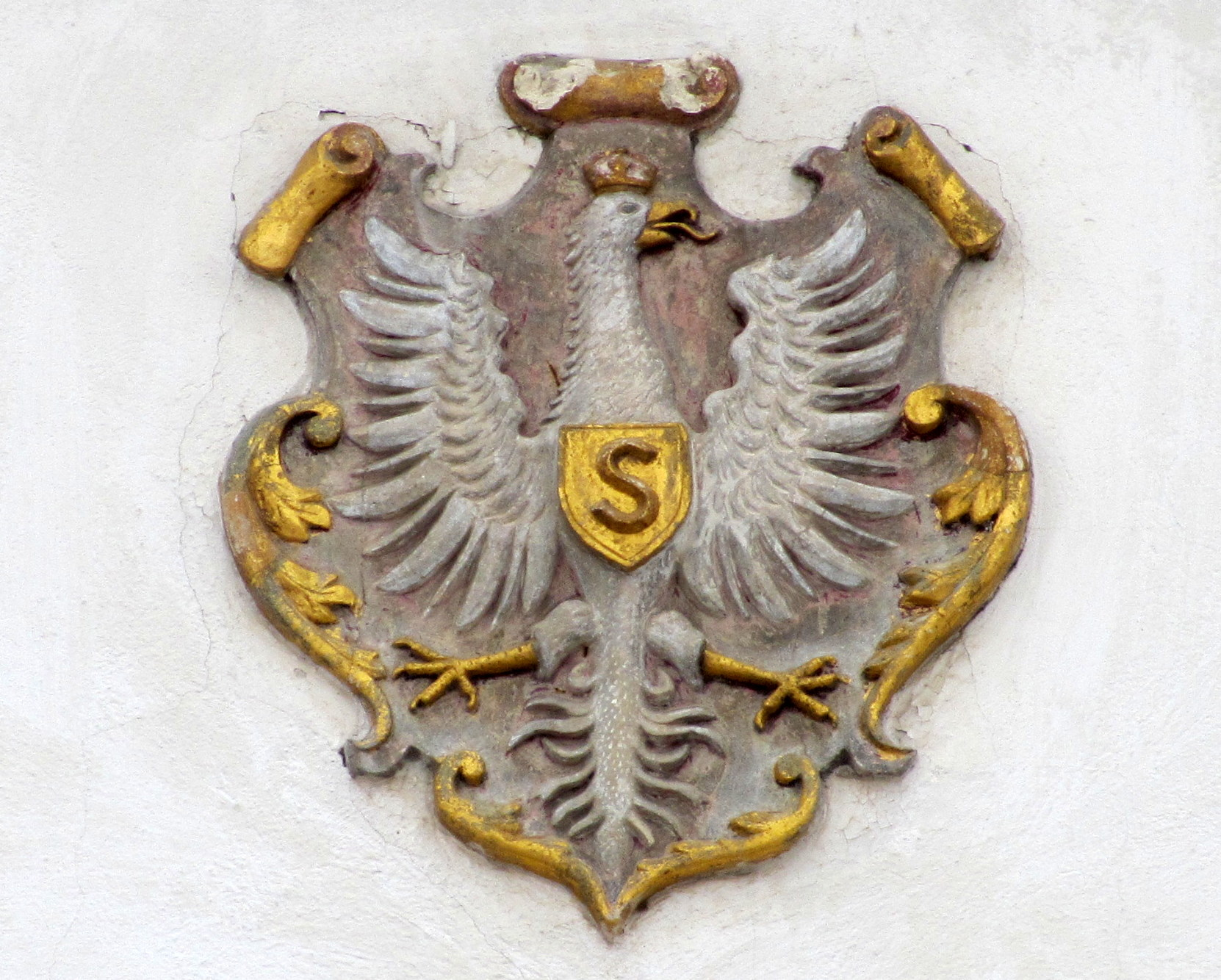
Renesansowy orzeł z monogramem króla Zygmunta

Około 1513 roku król Zygmunt I Stary polecił staroście Stanisławowi Szafrańcowi przygotować się do podjęcia nowych prac budowlanych na zamku. Zburzono wtedy ośmioboczną wieżę Kazimierza Wielkiego (obecnie widoczne jest jej przyziemie). W latach 1520–1527 zamek rozbudowano pod kierunkiem Benedykta z Sandomierza. Oprócz niego zatrudnieni byli murator Krzysztof i cieśla Hanusz pracujący pod kierunkiem prepozyta koprzywnickiego Jana z Wiślicy. Istniejące już gotyckie skrzydło południowe przebudowano i dostawiono do niego skrzydło wschodnie o dwóch kondygnacjach z piwnicami i rozpoczęto prace przy skrzydle zachodnim. Z okresu tej rozbudowy przetrwała do dzisiaj dolna część budynku zachodniego. Nad wejściem do niego od strony dziedzińca zachowała się tablica erekcyjna Zygmunta Starego z datą 1520, napisem „SIGISMUNDUS DEI GRACIA / REX POLON[IE MAGNUS DUX] LITWANIE / RUSIE / PRUSIE ... DOMIN[US ET HAERES] ANNO DOMINI / MILLESIMO QVINGE[NTESIMO XX]” i kartuszem z orłem zygmuntowskim. Elewacja tego fragmentu wykonana była ze specjalnie wypalanej cegły zendrówki, układanej w romby. W tym czasie powstały też dwukondygnacyjne arkadowe krużganki wokół otoczonego trzema skrzydłami dziedzińca. 12 lutego 1548 roku starosta sandomierski Jan Tarnowski wyprawił na zamku wesele Elżbiecie Szydłowieckiej z Mikołajem Radziwiłłem Czarnym, w którym wziął udział król Zygmunt August i królowa Bona Sforza.
Kolejna rozbudowa została przeprowadzona pod kierunkiem mistrza Klimunta w latach 1564–1566 w czasach panowania króla Zygmunta Augusta. Dokończono wtedy budowę skrzydła zachodniego poprzez jego wydłużenie, zbudowano północno-zachodnią wieżę, postawiono mur od strony miasta i nową bramę. Zamek po tej rozbudowie składał się z trzech skrzydeł: wschodniego, południowego (od strony Wisły) i zachodniego (jedynego zachowanego do dzisiaj), a od miasta oddzielał go mur z renesansową bramą. Zamek w tym czasie był siedzibą królewskiego starosty, sądu ziemskiego i grodzkiego ziemi sandomierskiej oraz sądu wyższego prawa magdeburskiego dla miasta. W latach 1586–1597 nadbudowano mur kurtynowy od strony miasta oraz i wykończono narożną wieżę bramną z salą z dziurami do strzelby ponad przejazdem.
W latach 1597–1602 gdy starostą był Hieronim Gostomski przeprowadzono remont narożnej „kurzej nogi”.
W okresie gdy starostą był Stanisław Lubomirski w latach 1617–1636 nadbudowano południową część skrzydła zachodniego i wykuto prowadzący do „kurzej nogi” barokowy portal z herbem Lubomirskich.

## Wysadzenie zamku w 1656 r.[8]
W czasie Potopu szwedzkiego zamek i miasto zostały 13 października 1655 roku zajęte przez wojska szwedzkie pod dowództwem gen. Roberta Douglasa. 27 marca miasto zostało zdobyte przez oddziały koronne pod przywództwem Stanisława Witowskiego. Nie zdołano wówczas opanować zamku obsadzonego przez około 160 żołnierzy szwedzkich. Szwedzi kontrolowali również szaniec usypany nad brzegiem Wisły dowodzony przez Christera Lillienberga. W związku z atakami wojsk Stefana Czarnieckiego i hetmana Jerzego Lubomirskiego szwedzka załoga zamku z komendantem płk. Dawidem Sinclerem otrzymała od przebywającego w pobliżu króla Szwecji Karola X Gustawa rozkaz ewakuacji i wysadzenia zamku. Nocą z 2 na 3 kwietnia z zamku do obozu szwedzkiego położonego po drugiej stronie Wisły przewożono żołnierzy i ekwipunek na trzech szkutach. Ewakuacją dowodził Mårten Törnsköld. Zniszczenie zamku przygotował Gabriel Anastasiusa, który zgromadził trzysta cetnarów prochu. Ostatnią 30-osobową grupę Szwedów zabito i wzięto do niewoli Anastasiusa. Wiedza o fortelu dotarła do dowództwa polskiego, które jednak nie było w stanie powstrzymać żołnierzy i czeladzi obozowej przed grabieżą. W trakcie plądrowania nastąpiła eksplozja, która zrujnowała zamek. Zginęło wówczas, według ostrożnych wyliczeń, około 500 osób, co stawia to wydarzenie jako jedno z najbardziej śmiercionośnych forteli w okresie nowożytnym na świecie. Według legend ocalał wówczas szlachcic sandomierski Bobola, który wyrzucony został wraz z koniem na drugą stronę rzeki. Wydarzenie to zainspirowało Karola de Prevot (ok. 1670-1737), który wykonał na potrzeby kolegiaty sandomierskiej obraz przedstawiający cudowne ocalenie rycerza i wysadzenie zamku. Ocalało wówczas jedynie skrzydło zachodnie, które jest jedyną pozostałością dawnej warowni.

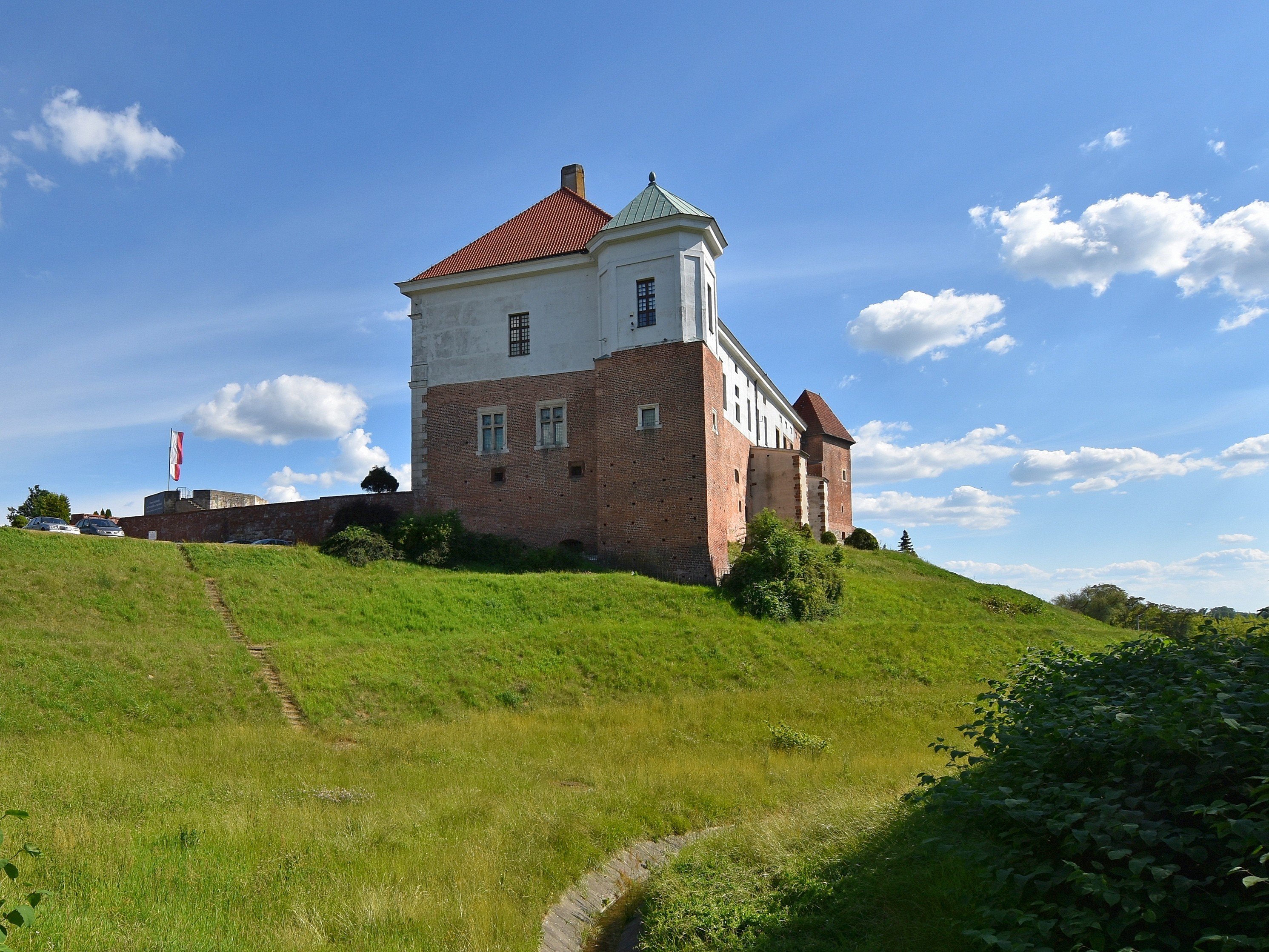
Elewacja boczna
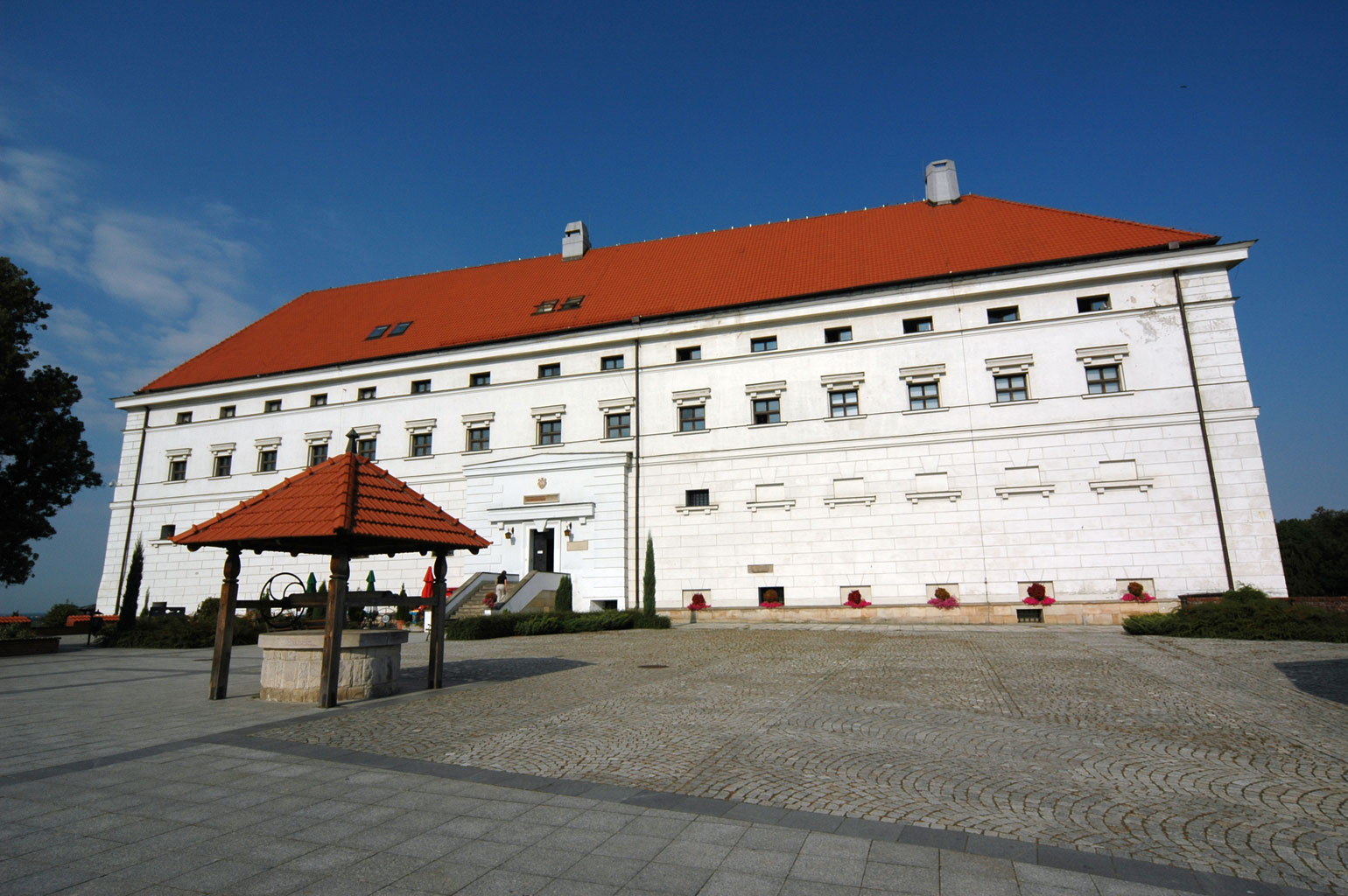
Elewacja klasycystyczna z XIX w.
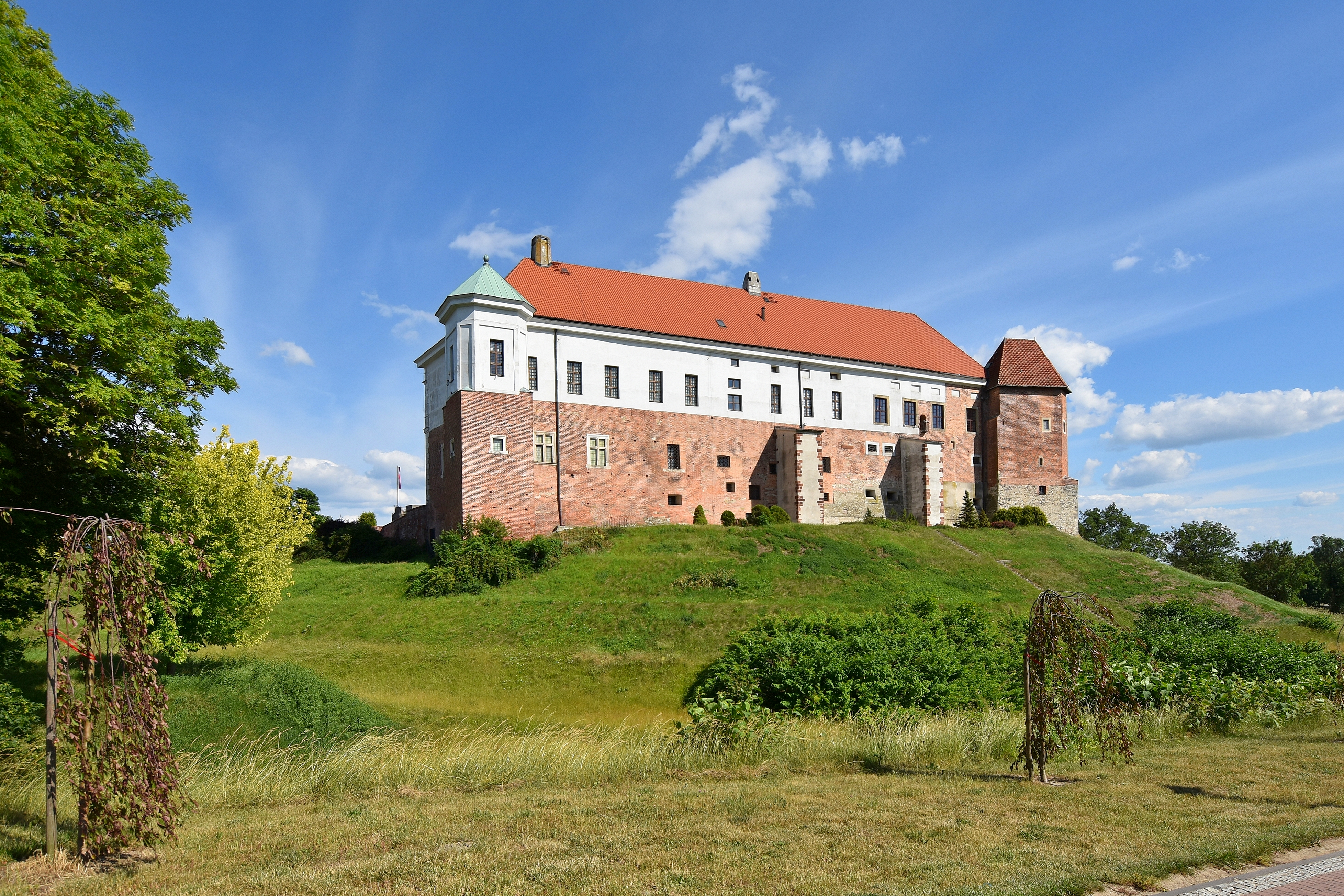

## Odbudowa
Skrzydło zachodnie zostało odnowione w latach 1680–1688 za czasów Jana III Sobieskiego i nadbudowane w północnej części gdzie utworzono piano nobile, czyli reprezentacyjną salę z wysokim sufitem. W miejscu dawnego skrzydła południowego zbudowano stajnie.
W 1768 roku podczas konfederacji barskiej zamek został uszkodzony przez stacjonujące na nim wojska rosyjskie.
W celu zapobieżenia podmywaniu zamku przez Wisłę, po 1784 roku na wniosek komisji Boni Ordinis, zbudowano pod „kurzą stopą” zachowaną do dzisiaj murowaną skarpę.

## Zamek od XIX wieku (więzienie)
Po III rozbiorze Polski zaborcze władze austriackie przeznaczyły budynek zamkowy na więzienie i siedzibę sądu kryminalnego. W czasach Królestwa Kongresowego około 1825 roku przebudowano wnętrza gmachu zamkowego, dzieląc barokowe piano nobile z czasów Sobieskiego na dwie kondygnacje. Przez wszystkie piętra części południowej przeprowadzono korytarz, dzieląc boczne pomieszczenia na mniejsze cele. Z kolei elewację od strony dziedzińca przebudowano około 1844 roku w stylu klasycystycznym i otoczono dziedziniec murem. Przypuszcza się, że projektantem nowej fasady z rustyką mógł być Józef Sadkowski, Bernard Sieg, Feliks Popławski lub Franciszek Reinstein. W latach 1894–1900 na dziedzińcu zbudowano jednopiętrowy tzw. rogal oraz budynek administracyjny mieszczący pomieszczenia dla służby więziennej (zburzono je w latach 70. XX wieku). W 1932 roku otynkowano gmach zachodni pełniący nadal funkcje więzienne. Więzienie na zamku zlikwidowano w 1959 roku.

## Zamek jako Muzeum Zamkowe w Sandomierzu
Od 1986 roku w odrestaurowanych pomieszczeniach zamku ma siedzibę Muzeum Zamkowe w Sandomierzu (w latach 1986-2021 Muzeum Okręgowe w Sandomierzu). W 2001 roku wyremontowano mur oporowy od strony południowo-wschodniej. W latach 2002–2005 wyremontowano dach i poddasze oraz odrestaurowano basztę południową i salę rycerską.

## Badania archeologiczne
- 1959-1960 – Jerzy Gąssowski (odkryto m.in. ślady osadnictwa wczesnośredniowiecznego)
- 1969-1973 – Stanisław Tabaczyński
- 1980-1983 – Michał Proksa